# 花のまわりで
『花のまわりで』（はなのまわりで）は、第22回（1955年度）NHK全国学校音楽コンクール小学校の部課題曲。作詞：江間章子、作曲は大津三郎、補修編曲は岡本敏明。ただし、後に教育研究社発行の課題曲集には、さらに編曲：山本直純となっていて、伴奏が異なる。

## 概要
- 編曲前:2/4拍子、テンポは4分音符=96。歌詞は3番まであり、1～3番で2回ずつある「まわれ」の1回目はソプラノ、2回目はアルトが歌う。サビはスタッカートが多く、弾んだ感じになる。こちらが当時の課題曲の伴奏だった。
- 山本直純編曲:拍子、テンポ、合唱は同じ。ただし、伴奏（前奏など）が難しくなっているのと、3番の終わりに終奏がある。
- どちらも2番の後に間奏を入れる。
- 歌詞はNHK監修でアルトの「まわる」の部分は、後に発行の曲集では2番「ロンド」、3番「こども」とかけあいになっている。

## みんなのうた
『みんなのうた』では1964年4月 - 5月に放送された。歌は西六郷少年少女合唱団で、山本直純編曲版を放送。映像は木馬座製作の影絵。